# Luxembourg aux Jeux olympiques d'hiver de 2014
Le Luxembourg participe aux Jeux olympiques d'hiver de 2014 à Sotchi en Russie du 7 au 23 février 2014. Il s'agit de sa neuvième participation à des Jeux d'hiver.
La délégation olympique luxembourgeoise, menée par son chef de mission Heinz Thews, comporte cinq personnes dont un sportif, le fondeur Kari Peters.

## Cérémonies d'ouverture et de clôture
Le Luxembourg, après le Liechtenstein et avant Malte, est la 43e des 88 délégations à entrer dans le stade olympique Ficht de Sotchi au cours du défilé des nations durant la cérémonie d'ouverture. Le porte-drapeau du pays est le fondeur Kari Peters, seul sportif de la délégation luxembourgeoise.

## Ski de fond
Le Luxembourg a obtenu les places suivantes :
- Compétitions masculines: 1 place

### Sprint
Hommes
| Athlète     | Épreuve | Qualifications | Qualifications | Quarts de finale | Quarts de finale | Demi-finales | Demi-finales | Finale | Finale |
| Athlète     | Épreuve | Temps          | Rang           | Temps            | Rang             | Temps        | Rang         | Temps  | Rang   |
| ----------- | ------- | -------------- | -------------- | ---------------- | ---------------- | ------------ | ------------ | ------ | ------ |
| Kari Peters | Sprint  | 4 min 13 s 8   | 79e (éliminé)  | –                | –                | –            | –            | –      | –      |